# Europa Universalis II
Europa Universalis II — однокористувацька відеогра жанрів стратегія в реальному часі та варгейм, розроблена шведською компанією Paradox Development Studio та вперше випущена Strategy First 11 грудня 2001 року в Сполучених Штатах Америки, 5 березня того ж року в Австралії та 18 вересня 2003 року в Польщі, компанією PAN Vision — 25 січня 2002 у Швеції, Ubi Soft Entertainment Software — 5 квітня 2002 у Великій Британії, 1С та Snowball Studios — 19 квітня 2002 в Росії, CyberFront Corporation — 7 грудня 2006 року в Японії.
Окрім випуску звичайної версії відеогри, було випущено й версію відеогри спеціально розраховану для азійського ринку, під назвою «Europa Universalis II: Asia Chapters». Версія містила оновлену графіку та сценарії, налаштовуючи гру на історію Азії, розширено кампанію, яка тепер також містила провінції Японії, Китаю та Кореї тощо.
Була також випущена версія відеогри й на Macintosh, яку розробила компанія Virtual Programming та випустила MacPlay. Попри заявлену розробниками інформацію про портування відеогри на Linux, версія так і не була випущена.

## Ігровий процес
Відеогра розпочинається з вибору одного з кількох сценаріїв, які в EU II є ще з першої частини й задають певні параметри мапи перед початком гри. До прикладу, сценарії «Доба великих географічних відкриттів» або «Наполеонівські війни», як і інші, моделюють політичну мапу світу, подібну до подій тих часів. Гравець, обравши один зі сценаріїв, матиме змогу керувати тією чи іншою нацією, що існувала в той період, можливо, докорінно змінивши при цьому історію. Всього, враховуючи всі сценарії, в Europa Universalis II доступно понад 200 країн, що значно більше у порівнянні з першою частиною. Потім, які тільки буде обрано державу, гравець матиме повний контроль над усіма складовими обраної держави: дипломатією, економікою, військовою частиною, розвитком власних міст, розвитком науки тощо.
Головною відмінністю гри від подібних покрокових стратегій є те, що час в EU II йде сам по собі, тобто без системи кроків. Гравець може змінювати швидкоплинність часу, а то й взагалі, призупинити гру, аби віддати накази для загонів війська чи розв'язувати державні питання тощо.
Також, у порівнянні з минулою частиною, було подовжено часовий період, відведений гравцю на втілення власних цілей, розширено кількість провінцій та морських зон, додано нові релігії (буддизм, індуїзм, конфуціанство) й незначні зміни в графіці.

## Оцінки й відгуки
Загалом відеогра отримала схвальні відгуки від критиків і гравців, зокрема й на вебсайті Metacritic, де Europa Universalis II отримала 87 балів зі 100 від критиків і 8,8 бала з 10 від пересічних гравців, а також на вебсайті GameRankings, де отримала 83,94 % зі 100 %.

## Сиквел
В травні 2006 року на E3 було оголошено про розробку нової, третьої частини серії, Europa Universalis III, яка за словами розробників була значно допрацьована в порівнянні з EU II: було значно поліпшено графіку, зокрема перенесення відеогри в тривимірний вигляд, розширена дипломатія, вдосконалено інтерфейс тощо. Нова частина була випущена менше ніж за рік після офіційного анонсу, а саме 29 січня 2007 року. Після виходу відеогра здобула схвальні відгуки від критиків і гравців, а також була розширена кількома доповненнями.